# Sebastian Nielsen
Sebastian V. Nielsen (Rødovre, 27 augustus 2000) is een Deens wielrenner die in 2024 prof werd bij TDT-Unibet Cycling Team.

## Carrière
Als derdejaars belofte werd Nielsen, vanuit de vroege vlucht, tweede in een etappe in de Ronde van Denemarken. Een jaar later werd hij onder meer elfde in de Gylne Gutuer. In 2023 maakte hij de overstap naar Team ColoQuick. Namens die ploeg werd hij in mei van dat jaar vijfde in de Ringerike GP en vierde in Parijs-Troyes.
In 2024 werd Nielsen prof bij TDT-Unibet Cycling Team. Zijn debuut voor de ploeg maakte hij in februari in Le Samyn.

## Palmares
2023
Grand Prix Lumsås
Konggaard Løbet

## Ploegen
- 2021 –  Restaurant Suri-Carl Ras
- 2022 –  Restaurant Suri-Carl Ras
- 2023 –  Team ColoQuick
- 2024 –  TDT-Unibet Cycling Team
- 2025 –  Unibet Tietema Rockets

Bloem · Bomboi · Bouts · Budding · Christophersen · de Vries · Geleijn · Huens · Huyet · Inkelaar · Johannink · Kopecký · Kyffin · Loockx · Maire · Nielsen · Paige · Pedersen · Stockman · Stokbro · Ťoupalík
Bloem · Bomboi · Budding · Carboni · Christophersen · de Vries · Eiking · Geleijn · Huens · Huyet · Inkelaar · Johannink · Kopecký · Kubiš · Kyffin · Loockx · Maire · Meris · Mouris · Nielsen · Paige · Stockman · Stokbro · Ťoupalík · Verschuren